# Simla
För andra betydelser, se Simla (olika betydelser).
Simla var en svensk frälseätt under medeltiden, och har sitt namn efter de äldre medlemmarnas binamn Simla, vilket troligen kommer från Simla eller Simbla,vilka var äldre namn för det nuvarande Semlaområdet. Ätten har också ursprung från Sundborn i Dalarna, vars äldsta kända stamfader är häradsdomhavanden i Dala hundare Henrik Simla (nämnd 1406–1437) Ätten utdog under medeltiden, innan Sveriges Riddarhus grundades 1625, varför den aldrig introducerades där som adelsätt, men anses vara utgrenad i adliga och grevliga ätterna  Ekeblad (Stolaätten). 
Vapen: Henrik Simla förde i vapnet en femuddig stjärna (tinktur okänd).

## Vapnet
Henrik Simlas vapen, en femuddig stjärna, har vapenlikhet med ätterna som kallade sig Grijs. Ättens koppling till Svinhufvudsläkten är ofullständigt utredd, men förutom att Jeppe Henriksson (Simla) var gift med en dotter till Hans Jönsson (Svinhufvudsläkten), så återkommer namnen Hans och Jeppe i Svinhufvudsläkten, och senare i Svinhufvud i Westergötland, dessa namn är också förekommande i ätten Störla, där Karl Störla förde en femuddig stjärna vars spetsar nådde sköldkanten, medan häradshövdingen Jeppe Störla förde en kluven sköld.

## Kända medlemmar
1. Henrik Simla (nämnd 1406–1437),[3] häradsdomhavande i Dala hundare.
  1. Jeppe Henriksson (Simla) i Karlborn, Svärdsjö socken blev i sitt giftermål med Gudlög Hansdotter, nämnd 1452, dotter till Hans Jönsson (Svinhufvudsläkten) (omtalad 1430–1440).
    1. Hans Jakobsson (Simla) till Krokfors i Sundborns socken (Kopparberg) (nämnd tidigast 1485), var bergsfogde i Kopparberget 1491-1493 och gift med Brita Andersdotter vars ätt förde ett eklöv i sin vapensköld.
      1. Anders Hansson till Stola i Strö socken i Skaraborgs län (död 1543), upptog moderns vapensköld och blev stamfader för ätten Stola Ekeblad. Han införlivade som en av Gustav Vasas förtroendemän genom rika giften bl.a. godset Stola som blev ättens stamgods där generationer av ättens medlemmar med iver kom att bedriva samlarverksamhet inom de religiösa, litterära, historiska och genealogiska områdena, senare känt som Stolaarkivet.